# چمن گره ریش
چمن گره ریش (نام علمی: Dichanthium) نام یک سرده از تیره گندمیان است.